# Barendrechtse Voetbalvereniging Barendrecht
Il Barendrechtse Voetbalvereniging Barendrecht, meglio noto come BVV Barendrecht, è una società calcistica olandese con sede a Barendrecht.

## Storia
Il Barendrecht fu fondato il 12 febbraio 1926. Fino al 2009/2010 ha disputato la Hoofdklasse, il massimo livello dei campionati dilettantistici olandesi, con l'istituzione della Topklasse come massimo campionato dilettantistico nella stagione 2010/2011, il Barendrecht è passato in Topklasse.

## Stadio
Il Barendrecht disputa le sue partite casalinghe allo stadio Sportpark De Bongerd, che può contenere 1500 persone.

## Palmarès

### Competizioni nazionali
- Derde Divisie: 1

2023-2024

## Rosa
| N. |                        | Ruolo | Calciatore           |
| -- | ---------------------- | ----- | -------------------- |
|    | Paesi Bassi (bandiera) | P     | Remy Brugts          |
|    | Paesi Bassi (bandiera) | P     | Mark Zegers          |
|    | Paesi Bassi (bandiera) | P     | Edwin van Zwieteren  |
|    | Paesi Bassi (bandiera) | D     | David Almeida        |
|    | Paesi Bassi (bandiera) | D     | Marco de Borst       |
|    | Paesi Bassi (bandiera) | D     | Roelof Breukhoven    |
|    | Paesi Bassi (bandiera) | D     | Roël Gorré           |
|    | Paesi Bassi (bandiera) | D     | Rutger van der Kleij |
|    | Paesi Bassi (bandiera) | D     | Richard Lodder       |
|    | Paesi Bassi (bandiera) | D     | Pacho Makaya         |
|    | Paesi Bassi (bandiera) | D     | Xander van der Veeke |
|    | Paesi Bassi (bandiera) | D     | Rick van Vliet       |
|    | Paesi Bassi (bandiera) | C     | Erwin Bravenboer     |

| N. |                        | Ruolo | Calciatore             |
| -- | ---------------------- | ----- | ---------------------- |
|    | Paesi Bassi (bandiera) | C     | Alexander van Dommelen |
|    | Paesi Bassi (bandiera) | C     | Perry van Eijken       |
|    | Paesi Bassi (bandiera) | C     | Stanley Husen          |
|    | Paesi Bassi (bandiera) | C     | Ferry van Lare         |
|    | Paesi Bassi (bandiera) | C     | John de Ronde          |
|    | Paesi Bassi (bandiera) | C     | Jermaine Sandvliet     |
|    | Paesi Bassi (bandiera) | C     | Patrick Stolk          |
|    | Paesi Bassi (bandiera) | A     | Michael van Dommelen   |
|    | Paesi Bassi (bandiera) | A     | Arjan Human            |
|    | Paesi Bassi (bandiera) | A     | Miguel Lopes Silva     |
|    | Paesi Bassi (bandiera) | A     | Niels Versteege        |
|    | Paesi Bassi (bandiera) | A     | Jeroen van Wetten      |